# Drevant
Drevant és un municipi francès, situat al departament de Cher i a la regió de Centre – Vall del Loira. L'any 2007 tenia 599 habitants.

## Demografia

### Població
El 2007 la població de fet de Drevant era de 599 persones. Hi havia 259 famílies, de les quals 70 eren unipersonals (37 homes vivint sols i 33 dones vivint soles), 107 parelles sense fills, 74 parelles amb fills i 8 famílies monoparentals amb fills.
La població ha evolucionat segons el següent gràfic:
Habitants censats

### Habitatges
El 2007 hi havia 300 habitatges, 262 eren l'habitatge principal de la família, 22 eren segones residències i 16 estaven desocupats. Tots els 297 habitatges eren cases. Dels 262 habitatges principals, 225 estaven ocupats pels seus propietaris, 33 estaven llogats i ocupats pels llogaters i 4 estaven cedits a títol gratuït; 5 tenien dues cambres, 68 en tenien tres, 77 en tenien quatre i 112 en tenien cinc o més. 235 habitatges disposaven pel capbaix d'una plaça de pàrquing. A 113 habitatges hi havia un automòbil i a 138 n'hi havia dos o més.

### Piràmide de població
La piràmide de població per edats i sexe el 2009 era:
| Homes | Edats   | Dones |
| ----- | ------- | ----- |
| 0     | 95 o +  | 0     |
| 4     | 90 a 94 | 0     |
| 8     | 85 a 89 | 4     |
| 4     | 80 a 84 | 0     |
| 8     | 75 a 79 | 24    |
| 20    | 70 a 74 | 20    |
| 8     | 65 a 69 | 20    |
| 16    | 60 a 64 | 4     |
| 20    | 55 a 59 | 24    |
| 16    | 50 a 54 | 16    |
| 20    | 45 a 49 | 32    |
| 28    | 40 a 44 | 8     |
| 20    | 35 a 39 | 36    |
| 32    | 30 a 34 | 16    |
| 8     | 25 a 29 | 16    |
| 12    | 20 a 24 | 16    |
| 40    | 15 a 19 | 12    |
| 20    | 10 a 14 | 32    |
| 12    | 5 a 9   | 8     |
| 12    | 0 a 4   | 32    |

## Economia
El 2007 la població en edat de treballar era de 381 persones, 257 eren actives i 124 eren inactives. De les 257 persones actives 221 estaven ocupades (121 homes i 100 dones) i 37 estaven aturades (18 homes i 19 dones). De les 124 persones inactives 64 estaven jubilades, 22 estaven estudiant i 38 estaven classificades com a «altres inactius».

### Ingressos
El 2009 a Drevant hi havia 253 unitats fiscals que integraven 586 persones, la mediana anual d'ingressos fiscals per persona era de 18.905 €.

### Activitats econòmiques
Dels 12 establiments que hi havia el 2007, 2 eren d'empreses extractives, 2 d'empreses de fabricació d'altres productes industrials, 3 d'empreses de construcció, 2 d'empreses d'hostatgeria i restauració, 1 d'una empresa immobiliària i 2 d'empreses de serveis.
Dels 6 establiments de servei als particulars que hi havia el 2009, 1 era un guixaire pintor, 1 fusteria, 1 electricista, 2 restaurants i 1 agència immobiliària.
L'any 2000 a Drevant hi havia 9 explotacions agrícoles.

## Equipaments sanitaris i escolars
El 2009 hi havia una escola elemental integrada dins d'un grup escolar amb les comunes properes formant una escola dispersa.

## Poblacions més properes
El següent diagrama mostra les poblacions més properes.